# Lactophrys trigonus
Coffre à cornes, Coffre bossu
Espèce
Synonymes
- Ostracion expansum Cope, 1871[1]
- Ostracion trigonus Linnaeus, 1758[1]
- Ostracion undulatus Poey, 1868[1]

Lactophrys trigonus, communément appelé Coffre à cornes ou Coffre bossu, est une espèce de poissons-coffres marins de la famille des Ostraciidae.

## Systématique
L'espèce Lactophrys trigonus a été initialement décrite en 1758 par le naturaliste suédois Carl von Linné (1707-1778) sous le protonyme d’Ostracion trigonus.

## Répartition, habitat
Lactophrys trigonus se rencontre dans l'Atlantique ouest, depuis les côtes du Canada jusqu'au Brésil, incluant les Bermudes, le golfe du Mexique et les Caraïbes. Il est également présent en mer Méditerranée.
C'est une espèce de récifs présente entre 2 et 50 m de profondeur.

## Description
Lactophrys trigonus peut mesurer jusqu'à 55 cm pour un poids record de 3,3 kg mais sa taille habituelle se situe autour de 30 cm.
Cette espèce se nourrit d'une large variété de petits invertébrés benthiques (mollusques, crustacés, vers, tuniciers sessiles, plantes marines).

## Lactophrys trigonuset l'Homme
Lactophrys trigonus est un mets très apprécié aux Caraïbes.